# Улянув
Улянув (пол. Ulanów) — город в Польше, входит в Подкарпатское воеводство, Нисковский повят. Имеет статус городско-сельской гмины. Занимает площадь 8,08 км². Население — 1490 человек (на 2004 год).

## Известные уроженцы
- Шифман, Арнольд (1882—1967) — польский режиссёр, театральный деятель.